# Archichlora ansorgei
Archichlora ansorgei är en fjärilsart som beskrevs av W. Warren 1901. Archichlora ansorgei ingår i släktet Archichlora och familjen mätare. Inga underarter finns listade i Catalogue of Life.